# 3. Panzer-Division (Japanisches Kaiserreich)
Die 3. Panzer-Division (jap. 戦車第3師団, Sensha Dai-san Shidan) war eine Panzerdivision des Kaiserlich Japanischen Heeres, die 1942 aufgestellt und 1945 aufgelöst wurde. Ihr Tsūshōgō-Code (militärischer Tarnname) war Taki (jap. 滝, „Wasserfall“).

## Allgemeine Daten
Die 3. Panzer-Division war, neben der 1., 2. und 4., eine der Panzer-Divisionen, die zwischen 1942 und 1944 aufgestellt wurden. Das Hauptquartier der Panzer-Division lag in Mengjiang, Mandschurei.

## Geschichte der Einheit
Die Panzer-Division wurde im Juni 1942 unter dem Kommando von Generalleutnant Nishihara Isaku aufgestellt und bestand zunächst aus der 5. Panzer-Brigade (8. und 12. Panzer-Regiment) und der 6. Panzer-Brigade (13. und 17. Panzer-Regiment), sowie dem 3. Motorisierten Infanterie-Regiment, dem 3. Motorisierten Artillerie-Regiment und weiteren kleineren Einheiten. Die Division unterstand der China-Expeditionsarmee und war in der Mandschurei eingesetzt, um potenziellen Angriffen der Sowjetunion begegnen zu können.
Das 8. Panzer-Regiment wurde im September 1942 nach Rabaul auf Neubritannien versetzt, wo es bis zum Kriegsende verblieb.
Die verbleibenden Panzer-Regimenter verblieben in der Mandschurei und zogen sich gegen Ende des Krieges Richtung Korea zurück.
Im September 1945 wurde die 3. Panzer-Division aufgelöst.

## Gliederung
Aufstellung im Juni 1942 wie folgt:
- 3. Panzer-Division Hauptquartier
  - 5. Panzer-Brigade
    - 8. Panzer-Regiment
    - 12. Panzer-Regiment

  - 6. Panzer-Brigade
    - 13. Panzer-Regiment
    - 17. Panzer-Regiment

  - 3. Motorisiertes Infanterie-Regiment
  - 3. Motorisiertes Artillerie-Regiment
  - 3. Flak Einheit
  - 3. Panzer-Aufklärungs-Einheit
  - 3. Motorisierte Panzerabwehr-Einheit
  - 3. Panzer-Pionier-Einheit
  - 3. Panzer-Transport-Einheit
  - 3. Panzer-Wartungs-Einheit
  - Panzer-Fernmelde-Trainings-Einheit

## Kommandeure
|    | Name                            | Von              | Bis                |
| -- | ------------------------------- | ---------------- | ------------------ |
| 1. | Generalleutnant Nishihara Isaku | 1. Dezember 1942 | 7. Januar 1944     |
| 2. | Generalleutnant Yamaji Hideo    | 7. Januar 1944   | 30. September 1945 |